# Agrostis australis
Agrostis australis é uma espécie de gramínea do gênero Agrostis, pertencente à família Poaceae.